# GCIRS 13E
GCIRS 13E是位於銀河系中心附近的紅外和電波天體。它被認為是一個熾熱的大質量恒星團，在它的中心可能包含一個中等質量黑洞（IMBH）。
GCIRS 13E是GCIRS 13最初被認定的部分，後來被解析為GCIRS13E和W兩個部分。GCIRS 13E最初被建模為單個天體，可能是一個聯星系統。因為它有很强的發射線光譜，甚至被歸類為一顆沃夫–瑞葉星，並被命名為WR 101f。然後，它被分解成七顆沃夫–瑞葉星和O型恆星。最高分辨率的紅外成像和光譜現在可以識別GCIRS 13E中的19個天體，其中15個是稠密的氣態區域。其餘四個天體是恒星：WN8和WC9沃夫–瑞葉星、OB超巨星，還有一顆K3巨星。
GCIRS 13E成員的運動似乎表明其質量遠遠高於可見天體的質量。有人提出，可能存在一個中等質量黑洞，其中心質量約為1,300 M☉。這個理論存在著許多問題。然而，這個集團的真實性質仍然未知。
GCIRS 13E是由幾顆大質量恆星主導的一個小星團。人們認為，大質量恒星不可能在離超大質量黑洞如此近的地方形成，而且由於此類大質量恒星的壽命很短，因此人們認為GCIRS 13E一定是在過去1000萬年內向中心黑洞遷移的，可能來自比目前軌道遠約60光年之處。這些恒星可能是球狀星團的遺跡，在其中的中等質量黑洞可以由失控的恆星（速逃星）碰撞而形成。如果恆星從星團中蒸發的速度由於強大的潮汐場比通過彈射而耗盡黑洞含量的速度更快，GCIRS 13E也可能是一個在星系內部形成的暗星團。